# Балерди, Леонардо
Леонардо Хулиан Балерди Росса (исп. Leonardo Julián Balerdi Rossa; род. 26 января 1999, Вилла-Мерседес, Сан-Луис) — аргентинский футболист, защитник и капитан клуба «Олимпик Марсель». Игрок сборной Аргентины.

## Клубная карьера
Балерди — воспитанник клуба «Бока Хуниорс». 27 августа 2018 года в матче против «Уракана» он дебютировал в аргентинской Примере. 15 января 2019 года Балерди стал игроком дортмундской «Боруссии», подписав контракт до 2023 года. Ориентировочная стоимость трансфера составила 15 млн. евро. 7 декабря в матче против дюссельдорской «Фортуны» он дебютировал в Бундеслиге.
Летом 2020 года Балерди был арендован марсельским «Олимпиком». 30 августа в матче против «Бреста» он дебютировал в Лиге 1. 24 октября в поединке против «Лорьяна» Леонардо забил свой первый гол за «Олимпик». По окончании аренды Балерди подписал контракт на 5 лет.

## Карьера в сборной
В 2019 года в составе молодёжной сборной Аргентины Балерди принял участие в молодёжном чемпионате Южной Америки в Чили. На турнире он сыграл в матче против Уругвая.
В 2019 году в товарищеском матче против сборной Мексики Балерди дебютировал за сборную Аргентины.